# Type C4-schip
Type C4-schepen zijn de grootste vrachtschepen die door de United States Maritime Commission (USMC) tijdens de Tweede Wereldoorlog werden besteld. Het ontwerp was gebaseerd op een civiel vrachtschip van de Amerikaanse rederij American-Hawaiian Lines van 1941. Bij het ontwerp was al rekening gehouden met de mogelijkheid tot ombouw tot troepentransportschip. Het schip had in het midden de brugopbouw en de machinekamer lag achterin. De schepen hadden één scheepsschroef aangedreven door een stoomturbine met een vermogen van 9.900 pk. De maximale snelheid was 17 knopen.
In totaal zijn 75 schepen gebouwd en deze werden vooral ingezet als troepentransportschip en als hospitaalschip. Drie scheepswerven waren bij de productie betrokken, namelijk twee van Kaiser Shipyards te Richmond in de staat Californië (35 stuks) en te Vancouver (20 stuks) en bij Sun Shipbuilding & Drydock Co. te Chester in Pennsylvania (20 exemplaren).

## Inleiding
In oktober 1941 nam de USMC het ontwerp voor het civiele vrachtschip over. Het ontwerp werd aangepast aan de eigen eisen voor zowel een vracht- als troepentransportschip. Twee scheepswerven werden aangewezen voor de bouw, Kaiser Shipyards te Richmond en Sun Shipbuilding & Drydock Co.. De hellingen moesten nog gebouwd worden en dit ging niet zonder tegenslag.
De Kaiserwerf kreeg de bouwopdracht voor de troepentransportschepen (C4-S-A1). De bouw werd verder aanzienlijk vertraagd door vele aanpassingen aan het ontwerp. Er was een heftige discussie ontstaan tussen de Amerikaanse marine en landmacht onder wiens beheer de schepen zouden gaan varen. De landmacht, als grootste klant, claimde de schepen en wilde ze laten varen met een civiele bemanning. De marine zag het als haar taak en stelde heel andere eisen aan de schepen dan de landmacht. De discussie liep zeer hoog op, maar in maart 1943 gaf de landmacht het verzet op. In de zomer van 1944 meldde de marine dat zij niet de capaciteit had om de schepen te bemannen en de schepen ook niet af te nemen. Niet alleen de vele ontwerpaanpassingen, maar ook een gebrek aan deskundig personeel op de werf leidde tot vertragingen van de bouw, dit was overigens ook een probleem bij Sun. Het eerste schip, de General G.O. Squier, werd geleverd in augustus 1943 en in dat jaar volgde er nog eens drie. In 1944 werden 14 schepen geleverd en de laatste 12 in 1945.
Op 18 augustus 1942 kreeg Sun de opdracht voor de bouw van 50 C4-tanktransportschepen. De tanks moesten zonder hulp van buitenaf de transportschepen kunnen in- en uitrijden, een soort ro-ro schepen. Het ontwerp voor de C4-S-B1 nam veel tijd in beslag en veel aanpassingen waren tijdens de bouw noodzakelijk. Uiteindelijk werd maar één exemplaar opgeleverd en in september 1943 werd het contract voor de overige 49 schepen veranderd in troepentransportschepen. Slechts acht schepen werden uiteindelijk als troepentransportschip gebouwd, zes schepen werden overgedragen aan de Amerikaanse marine die ze verbouwde tot hospitaalschepen en de laatste vijf werden gewone vrachtschepen.
In het contract stond dat Sun op 17 april 1944 zo'n 26 schepen afgeleverd moest hebben, dit waren er in de werkelijkheid maar twee. De verwachting was dat Sun tegen het einde van 1945 nog 18 schepen zou kunnen leveren. Het contract voor de overige 30 schepen werd nu verdeeld over twee Kaiserwerven, 20 schepen voor de werf in Vancouver en 10 voor Richmond. De schepen van de werf in Vancouver werden geleverd tussen juni 1945 en mei 1946. Van de order voor Richmond werden er vijf geleverd in 1945 en 1946 en de rest werd geannuleerd.

## Subklasse
De vloot van 75 schepen was verdeeld over zes subklassen. De twee belangrijkste subklassen waren de General G. O. Squier troepentransportschepen en de Haven hospitaalschepen. De vrachtschepen had twee ruimen in het verhoogde voorschip voor de brug, vier ruimen tussen de brug en machinekamer en ten slotte nog een ruim achter de machinekamer.
- C4-S-A1 troepentransport (30 stuks, General G.O. Squier-klasse);
- C4-S-A3 troepentransport (15 stuks);
- C4-S-A4 algemeen vrachtschip (10 stuks);
- C4-S-B1 tanktransportschip (1 exemplaar);
- C4-S-B2 troepentransport/hospitaalschip (14 stuks, waaronder zes van de Havenklasse);
- C4-S-B5 vracht-/troepentransport (5 stuks).

### General G.O. Squier-klasse
De 30 schepen van de General G.O. Squier-klasse zijn te water gelaten tussen november 1942 en april 1945. De bemanning was afhankelijk van de grootte van het schip en lag tussen de 356 en 512. Het aantal manschappen dat vervoerd kon worden lag tussen de 2.200 en 6.100. De hoge snelheid was de belangrijkste verdediging tegen aanvallen van duikboten, maar er was ook veel bewapening aan boord. Er waren vier 5 inch-kanonnen (127 mm) tegen zee- en luchtdoelen en een groot aantal 20 mm en 40 mm-luchtdoelgeschut.

### Havenklasse

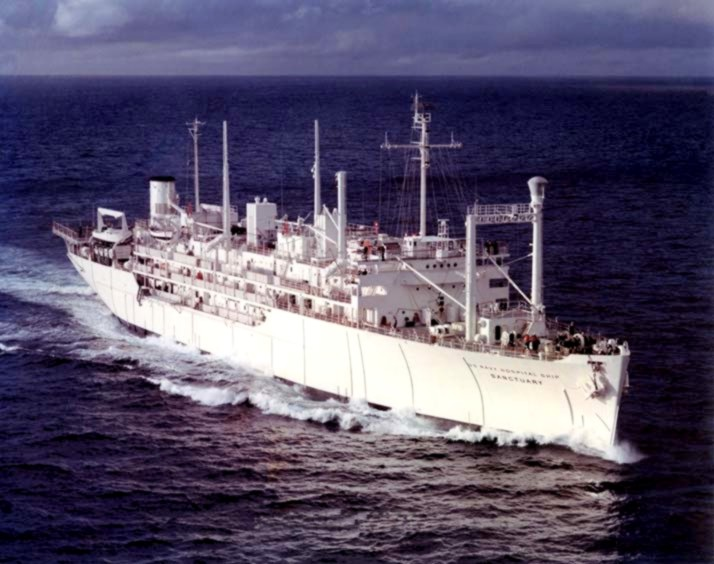
USS Sanctuary in 1973

De Havenklasse bestond uit zes hospitaalschepen. Ze zijn tussen 1942 en 1944 te water gelaten. De bemanning bestond uit 95 officieren en 606 manschappen. De schepen hadden een capaciteit om 800 patiënten te verzorgen. Deze schepen hadden geen bewapening. Het laatste schip van deze klasse, de USS Repose, werd in 1989 uit dienst genomen.
De zes schepen waren:
- USS Haven (AH-12)
- USS Benevolence (AH-13) — was aanwezig in Tokio bij het ondertekenen van de vrede met Japan. Voor de kust van Californië gezonken na een aanvaring in dichte mist op 25 augustus 1950. Het schip zonk in 15 minuten, 505 bemanningsleden werden gered en 23 kwamen er om het leven.
- USS Tranquillity (AH-14) - kwam in augustus 1945 in de vaart en werd ingezet in de Pacific. Was het eerste schip van de marine dat uitgerust was met airconditioning. In maart 1946 werd het toegevoegd aan de reservevloot en in 1961 verkocht.
- USS Consolation (AH-15) — eerste hospitaalschip met helikopterdek.
- USS Repose (AH-16) — werd als laatste van de Havenklasse buiten gebruik gesteld, heeft tijdens de Vietnamoorlog zo'n 9.000 gewonden behandeld.
- USS Sanctuary (AH-17)

## Na de oorlog
In 1951 werden de tien oorspronkelijke vrachtschepen (A4), allemaal verkocht aan particuliere rederijen.
Hiervan zijn er vijf naar American-Hawaiian Lines gegaan en drie exemplaren werden omgebouwd tot bulkcarrier voor de Grote Meren. De troepentransportschepen (A1, A3 en B2) werden allemaal aan de reservevloot toegevoegd. Gelijk na de oorlog zijn nog acht A3 schepen ingezet voor het vervoer van emigranten en oorlogsbruiden tussen Europa en de Verenigde Staten. De schepen vervoerden toen circa 550 passagiers per vaart. Verscheidene C4s zijn tussen 1947 en 1951 nog ingehuurd door de International Refugee Organization (IRO) voor hetzelfde doel. In de jaren zestig zijn veel van deze schepen verkocht en omgebouwd tot containerschepen voor diverse reders waaronder Sea-Land. Ten slotte zijn in 1954 twee schepen verbouwd voor het vervoer van zware lading over zee. In de zeventiger en tachtiger jaren zijn de meeste C4-schepen uit de vaart genomen en gesloopt.

## Naslagwerken
- (en)  From America to United States: The History of the long-range Merchant Shipbuilding Programme of the United States Maritime Commission, auteurs L.A. Sawyer en W.H. Mitchell. Londen, 1981, World Ship Society
- (en)  Ships for Victory: A History of Shipbuilding under the U.S. Maritime Commission in World War II; auteur Frederic C. Lane ISBN 0-8018-6752-5